# جون إتش فنسنت
جون إتش فنسنت (بالإنجليزية: John H. Vincent)‏ هو عالم عقيدة وقسيس أمريكي، ولد في 23 فبراير 1832 في توسكالوسا في الولايات المتحدة، وتوفي في 9 مايو 1920.